# Autotransformator

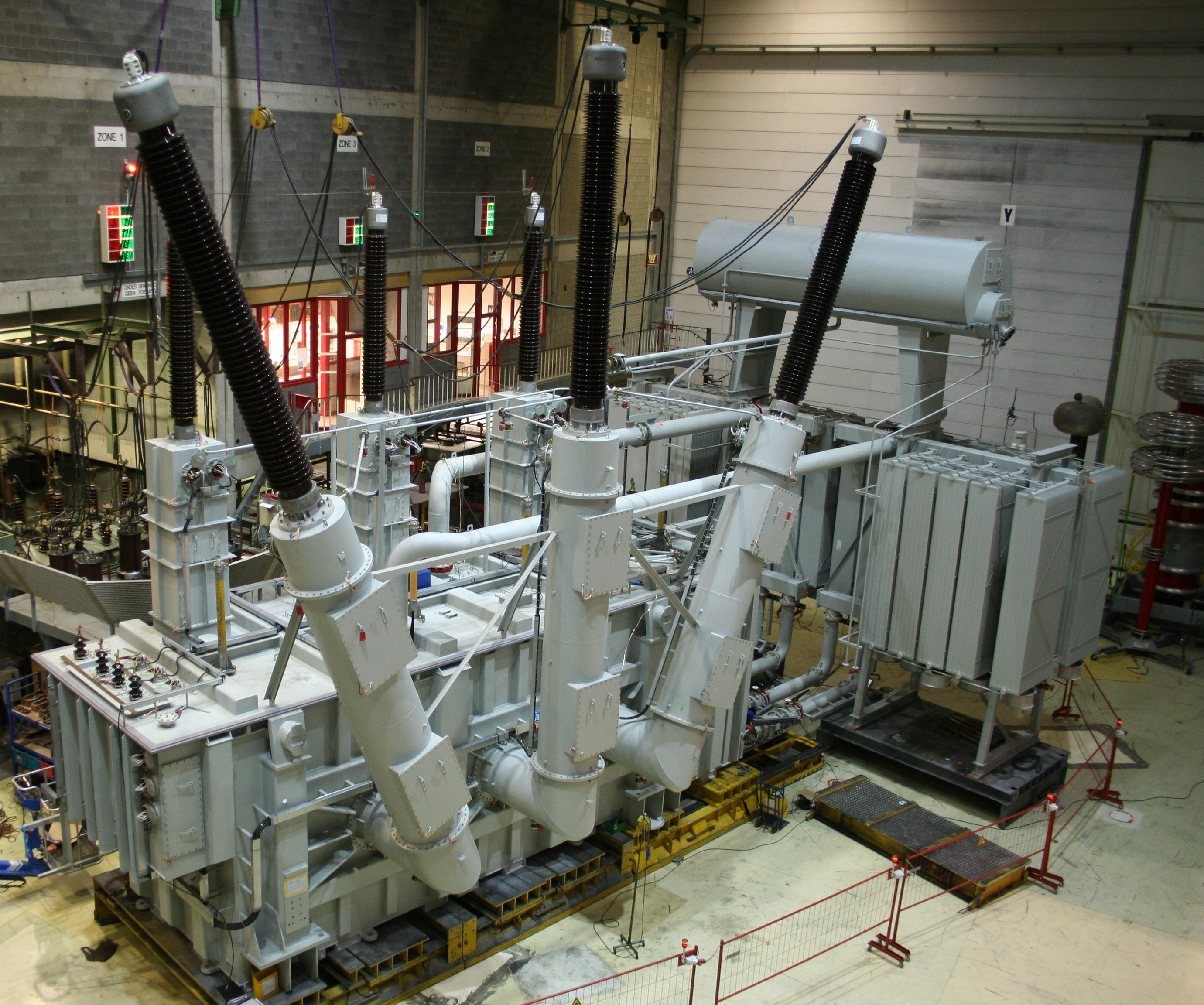
CG 750MVA 380/230kV autotrafo in de proefbank voor de opwarmingsproef. De trafo weegt compleet met koelbatterij 364 ton waarvan 109 ton olie. Hij is 18,85 m lang, 11,62 m hoog en 10,5 m breed.

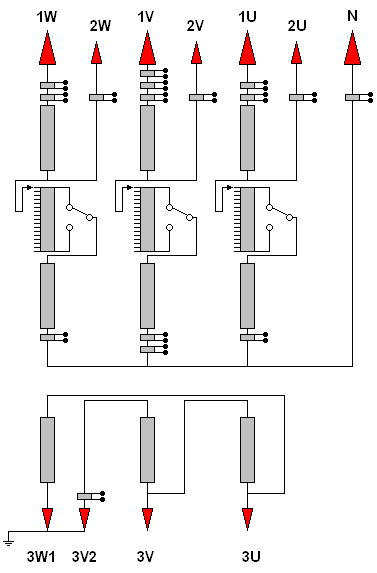
Schakelschema van een autotransformator voor hoogspanning met tertiaire wikkeling

Een autotransformator (of spaartransformator) is een transformator met slechts één wikkeling. In tegenstelling tot een gewone transformator met gescheiden primaire en secundaire wikkeling, zijn bij de autotransformator de primaire en de secundaire wikkeling in één spoel verenigd en dus niet galvanisch van elkaar gescheiden. Bij de autotransformator wordt een secundaire spanning gerealiseerd door een aftakking direct van de primaire wikkeling naar ratio van de positie op de primaire wikkeling.
Een speciale uitvoering van de autotransformator is de variac, waarbij de positie van de secundaire aftakking regelbaar is, zodat een regelbare spanning verkregen wordt.
Een autotransformator heeft verschillende voordelen ten opzichte van de gewone transformator. Hij mag enkel gebruikt worden bij dezelfde netten. Dit wil zeggen transformaties van hoogspanning naar een andere hoogspanning (of middenspanning, of laagspanning). Een voorbeeld is het transformeren van 12 kV naar 10 kV.
De voordelen zijn:
- Minder koper nodig voor de constructie
- Kleinere bouw
- Goedkopere constructie
- Het rendement is hoger
- Er is minder lekflux

Deze voordelen zijn des te groter naarmate de transformatieverhouding k dichter bij 1 komt te liggen.
In hoogspanningsnetten worden autotransformatoren vaak toegepast om netten met elkaar te koppelen.
Bij dergelijke vermogentransformatoren is er een lastschakelaar aanwezig om de spanning te kunnen regelen. Omdat er bij deze schakeling een grote spanning tussen de fasen van de schakelaar staat, wordt meestal gebruikgemaakt van drie afzonderlijke schakelaars: een per fase. Hieraan is de autotransformator meestal te herkennen. Men maakt onderscheid tussen de hoogspanningswikkeling, de regelwikkeling en de gemeenschappelijke wikkeling. Naast deze drie wikkelingen staat op het schakelschema ook een tertiaire driehoekwikkeling die hier met vier doorvoeringen naar buiten gebracht is, zodat voor metingen de driehoek open gelegd kan worden. De tertiaire wikkeling zorgt voor het wegwerken van asymmetrie op het net. De stroom die naar de laagspanningsdoorvoeringen loopt, is afkomstig van de hoogspanningsdoorvoeringen en van het gemeenschappelijk sterpunt. De stroom door de gemeenschappelijke wikkeling komt uit het gemeenschappelijk sterpunt; daar zorgt de transformatorwerking voor. De som van de drie stromen uit het sterpunt is immers 0.